# ストロンゼーの動物

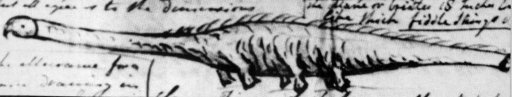
サー・アリグザンダー・ギブソンによるストロンゼーの動物のスケッチ、1808年

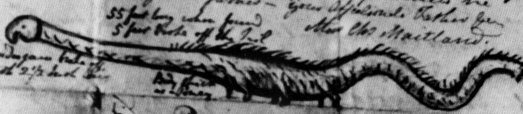
サー・アリグザンダー・ギブソンによるストロンゼーの動物の別のスケッチ、1808年

ストロンゼーの動物（―のどうぶつ、英: Stronsay Beast）は、1808年9月25日の嵐の後、スコットランドのオークニー諸島にあるストロンゼー島に漂着した大きなグロブスター。 地元ではストロンザの怪動物として知られている。

## 概要
この物体は、目撃者3人（1人は大工、他の2人は農民）によって測定された。幅は4フィート (1.2 m)で、周囲は約10フィート (3.1 m)であった。それには3対の「肢」または「翼」があった。皮膚は、頭から尾まで撫でると滑らかで、尾から頭まで撫でるとざらざらであった。ひれは剛毛で縁取られ、背面全体に剛毛の「たてがみ」があった。剛毛は濡れると闇で光った。胃の内容物は赤色を呈していた。死骸の長さは55フィート (16.8 m)であったが、尾の一部が明らかに欠けていたため、物体は漂着した時点よりも元々はもっと長かったと推定された。
エディンバラのウェルネリアン自然史協会は死骸を同定できず、これはおそらく新種のウミヘビであろうと判断した。スコットランドの生物学者パトリック・ニールは、半世紀前に出版された著作の中でウミヘビについて記述したエリック・ポントピダンに敬意を表して学名Halsydrus pontoppidani（ポントピダンのウミヘビ）を与えた。背びれの形からリュウグウノツカイという説もあるが、ジンベイザメという鑑定結果もある。その後、ロンドンの解剖学者サー・エヴァラード・ホームは測定をしりぞけてもともと約36フィート (11 m)であったに違いなかったと言い、腐敗したウバザメであると判断した（ウバザメは分解中に「偽首長竜」("pseudo plesiosaur")の外観を呈することがある）。1849年に、エジンバラのスコットランドの教授ジョン・グッドサーも同じ結論に達した。